# Boxa als Jocs Olímpics d'estiu de 2008
Als Jocs Olímpics de Pequín la boxa és esport olímpic per vint-i-tresena edició, totes elles de manera consecutiva des que s'estrenà a Saint Louis 1904. Del 9 fins al 24 d'agost va tenir lloc la competició al Palau d'esports dels Treballadors de Pequín, disputant-se les mateixes 11 proves que en l'edició anterior, totes elles en categoria masculina. El Comitè Olímpic Internacional ha afirmat que l'entrada de la boxa femenina als Jocs Olímpics d'Estiu seria efectiva a partir dels jocs de Londres 2012.
A diferència de la majoria dels esports, cada prova reparteix dues medalles de bronze, una per a cada perdedor de les semifinals, en no existir una combat per a determinar el tercer lloc.

## Calendari

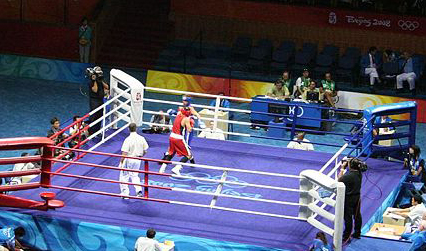
Combat entre un púgil egipci i un de belarús durant la com petició olímpica.

La competició de boxa començà el 9 d'agost. La primera fase es disputà fins al dia 20, després del qual hi hagué una jornada de descans. El 22 es disputaren les semifinals i els dos dies següents les finals. El dia 23 les de mosca, gall, superlleuger, mig i pesat i l'endemà les de minimosca, ploma, lleuger, welter, semipesat i superpesant.

### Proves que es disputen
- Minimosca (-48 kg)
- Mosca (48–51 kg)
- Gall (51–54 kg)
- Ploma (54–57 kg)
- Lleuger (57–60 kg)
- Superlleuger (60–64 kg)
- Welter (64–69 kg)
- Mig (69–75 kg)
- Semipesat (75–81 kg)
- Pesant (81–91 kg)
- Superpesant (+91 kg)

## Criteris de qualificació
Cada país participant sols podrà aportar un boxejador per categoria. Nou places són atribuïdes automàticament a la Xina, país organitzador.
Les proves de qualificació pels Jocs Olímpics d'Estiu 2008 són:
- Campionat del món 2007, del 23 d'octubre al 3 de novembre de 2007, disputat a Chicago: 8 qualificats en les categories inferiors a 81 kg, i 4 per a les de més de 81 kg 
  - Llista de qualificats després dels campionats del món Arxivat 2008-09-11 a Wayback Machine.
- Torneigs de qualificació Olímpica Continentals, el 2008: dues places per prova l'Àfrica, Àsia i Europa.
- Campionat d'Oceania de Boxa, el 2008.

La places atribuïdes als boxejadors és establerta de la següent manera:
| Prova      | Àfrica | Àsia | Europa | Amèrica | Oceania | Invitació | TOTAL |
| ---------- | ------ | ---- | ------ | ------- | ------- | --------- | ----- |
| - de 48 kg | 6      | 6    | 8      | 6       | 1       | 1         | 28    |
| 48–51 kg   | 6      | 6    | 8      | 6       | 1       | 1         | 28    |
| 51–54 kg   | 6      | 6    | 8      | 6       | 1       | 1         | 28    |
| 54–57 kg   | 6      | 6    | 8      | 6       | 1       | 1         | 28    |
| 57–60 kg   | 6      | 5    | 9      | 6       | 1       | 1         | 28    |
| 60–64 kg   | 6      | 5    | 9      | 6       | 1       | 1         | 28    |
| 64–69 kg   | 6      | 5    | 9      | 6       | 1       | 1         | 28    |
| 69–75 kg   | 6      | 5    | 9      | 6       | 1       | 1         | 28    |
| 75–81 kg   | 6      | 5    | 9      | 6       | 1       | 1         | 28    |
| 81–91 kg   | 3      | 2    | 7      | 3       | 1       | -         | 16    |
| + de 91 kg | 3      | 2    | 7      | 3       | 1       | -         | 16    |
| TOTAL      | 60     | 53   | 91     | 60      | 11      | 9         | 284*  |

* Dues places extres seran atribuïdes per una Comissió Tripartita, fins a completar els 286 participants 

## Resultats
| Pes                           | Or                  | Plata                    | Bronze                                     |
| Minimosca (menys de 48 kg)    | Zou Shiming         | Serdamba Purevdorj       | Paddy Barnes · Yampier Hernandez           |
| Mosca (menys de 51 kg)        | Somjit Jongjohor    | Andris Laffita Hernández | Vincenzo Picardi · Georgy Balakshin        |
| Gall (menys de 54 kg)         | Badar-Uugan Enkhbat | Yankiel Leon Alarcon     | Veaceslav Gojan · Bruno Julie              |
| Ploma (menys de 57 kg)        | Vasyl Lomachenko    | Khedafi Djelkhir         | Yakup Kilic · Shahin Imranov               |
| Lleuger (menys de 60 kg)      | Alexey Tishchenko   | Daouda Sow               | Hrachik Javakhyan · Yordenis Ugas          |
| Superlleuger (menys de 64 kg) | Felix Diaz          | Manus Boonjumnong        | Alexis Vastine · Roniel Iglesias Sotolongo |
| Welter (menys de 69 kg)       | Bakhyt Sarsekbayev  | Carlos Banteaux Suarez   | Jungjoo Kim · Hanati Silamu                |
| Mig (menys de 75 kg)          | James Degale        | Emilio Correa Bayeaux    | Darren John Sutherland · Vijender Kumar    |
| Semipesat (menys de 81 kg)    | Xiaoping Zhang      | Kenny Egan               | Yerkebulan Shynaliev · Tony Jeffries       |
| Pesat (menys de 91 kg)        | Rakhim Chakhkiev    | Clemente Russo           | Osmai Acosta Duarte · Deontay Wilder       |
| Superpesat (més de 91 kg)     | Roberto Cammarelle  | Zhilei Zhang             | David Price · Vyacheslav Glazkov           |

## Medaller
| Pos. | Comitè Olímpic       | Or | Plata | Bronze | Total |
| 1    | R.P. de la Xina      | 2  | 1     | 1      | 4     |
| 2    | Rússia               | 2  | 0     | 1      | 3     |
| 3    | Itàlia               | 1  | 1     | 1      | 3     |
| 4    | Tailàndia            | 1  | 1     | 0      | 2     |
| 4    | Mongòlia             | 1  | 1     | 0      | 2     |
| 6    | Regne Unit           | 1  | 0     | 2      | 3     |
| 7    | Kazakhstan           | 1  | 0     | 1      | 2     |
| 7    | Ucraïna              | 1  | 0     | 1      | 2     |
| 9    | República Dominicana | 1  | 0     | 0      | 1     |
| 10   | Cuba                 | 0  | 4     | 4      | 8     |
| 11   | Irlanda              | 0  | 1     | 1      | 2     |
| 12   | Moldàvia             | 0  | 0     | 1      | 1     |
| 12   | Maurici              | 0  | 0     | 1      | 1     |
| 12   | Turquia              | 0  | 0     | 1      | 1     |
| 12   | Azerbaidjan          | 0  | 0     | 1      | 1     |
| 12   | Armènia              | 0  | 0     | 1      | 1     |
| 12   | Corea del Sud        | 0  | 0     | 1      | 1     |
| 12   | Índia                | 0  | 0     | 1      | 1     |
| 12   | Estats Units         | 0  | 0     | 1      | 1     |